# Sud-Comoé
Sud-Comoé (französisch für „Südcomoé“, nach dem Fluss Comoé) ist eine Verwaltungsregion der Elfenbeinküste, im Distrikt Comoé im Südosten des Landes gelegen.
Sie grenzt im Norden an die Region Indénié-Djuablin (mit dem Departement Bettié), im Osten an das Nachbarland Ghana (Western Region), im Süden an den Atlantischen Ozean, im Südwesten an den Autonomen Distrikt Abidjan und nördlich davon an die im Distrikt Lagunes gelegene Region La Mé (mit dem Departement Alépé). Sud-Comoé gliedert sich in die Departements Aboisso, Adiaké, Grand-Bassam und Tiapoum. Hauptstadt der Region ist Aboisso. Am 28. September 2011 wurde Sud-Comoé zusammen mit den anderen im Jahr 2000 geschaffenen Regionen von den neugegründeten Distrikten als oberste Verwaltungseinheit ersetzt. Laut Zensus von 2014 leben in Sud-Comoé auf einer Fläche von 7278 km² 642.620 Menschen, dies ergibt eine Bevölkerungsdichte von 88 Einwohnern pro km².
Landwirtschaftliche Produkte der Region sind unter anderem Kakao, Kaffee, Ölpalmen, Kautschukbäume, Ananas und Maniok.
Die Altstadt von Grand-Bassam wurde 2012 in die UNESCO-Welterbeliste aufgenommen, der Badeort Assinie-Mafia ist beliebtes Ziel für Touristen und wohlhabende Ivorer.